# Финистер
Финистер (на френски: Finistère, от finibus terræ, „на края на земята“) е департамент в регион Бретан, северозападна Франция. Образуван е през 1790 година от най-западните части на провинция Бретан. Площта му е 6733 км², а населението – 908 732 души (2016). Административен център е град Кемпер.

## Личности
Родени във Финистер
- Александър Синве, френски картограф от 19 век